# Hautot-sur-Mer
 Hautot-sur-Mer  es una población y comuna francesa, en la región de Alta Normandía, departamento de Sena Marítimo, en el distrito de Dieppe y cantón de Offranville.
La comuna se formó en 1822 mediante la unión de las comunas de Hautot (Hotot, en 1240), Petit-Appeville y Pourville, en la costa. Fue aquí donde una gran fuerza de soldados canadienses desembarcó durante el desafortunado ataque a Dieppe el 19 de agosto de 1942.

## Demografía
| 520 | 505 | 460 | 502 | 829 | 868 | 925 | 950 | 930 | 990 | 1068 | 1118 | 1194 | 1183 | 1310 | 1487 | 1384 | 1272 | 1342 | 1483 | 1431 | 1361 | 1311 | 1419 | 1589 | 1689 | 1903 | 1639 | 1657 | 1912 | 1982 | 2111 | 2120 | 2007 | 1991 | 1977 |
| Para los censos de 1962 a 1999 la población legal corresponde a la población sin duplicidades (Fuente: INSEE [Consultar]) |     |     |     |     |     |     |     |     |     |      |      |      |      |      |      |      |      |      |      |      |      |      |      |      |      |      |      |      |      |      |      |      |      |      |      |